# Francisco Antonio Varallo
Francisco Antonio Varallo (Los Hornos, 1910 - La Plata, 2010) fou un futbolista argentí dels anys 30. Fou l'últim futbolista en vida que participà en el primer Mundial, que es disputà a l'Uruguai el 1930. However, he was fit to play in the World Cup final against Uruguay and started at inside right forward.
Jugà a Gimnasia y Esgrima de La Plata entre 1928 i 1930, on guanyà la lliga argentina de 1929. L'any 1930 fou finalista del Mundial de 1930. En acabar la competició fou comprat per Boca Juniors on jugà entre 1931 i 1939. Guanyà les lligues de 1931, 1934 i 1935. Es convertí en màxim golejador de Boca amb 194 gols en 222 partits. Aquest rècord es mantingué fins al 2009, quan fou trencat per Martín Palermo. També fou campió de la Copa Amèrica de futbol de 1937 amb la selecció.
El febrer de 2010 complí cent anys a la seva casa de Buenos Aires.

## Palmarès

### Gimnasia de La Plata
- 1 Lliga argentina (1929)

### Boca Juniors
- 3 Lligues argentines (1931, 1934, 1935)
- Màxim golejador del campionat argentí de futbol: 1933

### Selecció argentina
- 1 Copa Amèrica (1937)